# Apollonius d'Ephèse
Pour les articles homonymes, voir Apollonius.
Apollonius d'Éphèse (en grec : Ἀπολλώνιος ; fl.  180-210) était un écrivain ecclésiastique de l'époque antique. Grâce à ses écrits, la situation des chrétiens d'Éphèse et les faits et gestes des montanistes peuplant la Phrygie nous sont mieux connus.
D'après l'ouvrage Praedestinatus, Apollonius aurait lui-même été évêque d'Ephèse, il est présenté comme un farouche adversaire des montanistes, appuyant sa critique sur d'autres anti-montanistes de l'époque tels que Julien d'Apamée (fêté le 9 décembre), Sotas d'Anchialus ou Apollinaire de Hiérapolis.
Ses œuvres sont uniquement mentionnées par Eusèbe de Césarée, Jérôme de Stridon parle également hautement de lui. Cependant, aucune de ses œuvres ne nous est parvenue. Nous ne savons donc que peu de choses sur sa théologie. Très probablement, son travail consista à démontrer la fausseté des prophéties montanistes et à dénoncer la vie peu louable à ses yeux de Montanus et de ses prophétesses.
Tertullien, qui fut lui aussi disciple de Montanus à la fin de sa vie, consacra le dernier chapitre de son œuvre théologique à réfuter vivement Apollonius et ses critiques du montanisme.

## Praedestinatus
L'identité de son auteur nous est inconnue. Plusieurs noms lui sont associés comme celui d'Arnobe le Jeune. D'après les historiens de l'Antiquité, l'ouvrage daterait d'autour de l'année 435.
Le livre premier est un catalogage de 90 croyances considérées comme hérétiques. La liste est en fait une copie de celle établie par Augustin d'Hippone et donne à penser que le livre aurait été écrit à Rome.
Le livre second est un traité défendant des idées augustiniennes sur la prédestination. L'auteur écrit d'ailleurs sous le nom d'Augustin.
Le livre troisième est une critique à la fois du pélagianisme et d'Augustin, adoptant alors une position semi-pélagienne.